# فیر واتر (تورواین)
فیر واتر (به انگلیسی: Fairwater) یک منطقهٔ مسکونی در بریتانیا است که در تورواین واقع شده‌است. فیر واتر ۵٫۲۴ کیلومتر مربع مساحت و ۱۱٬۶۳۲ نفر جمعیت دارد.